# Alessandro Allori

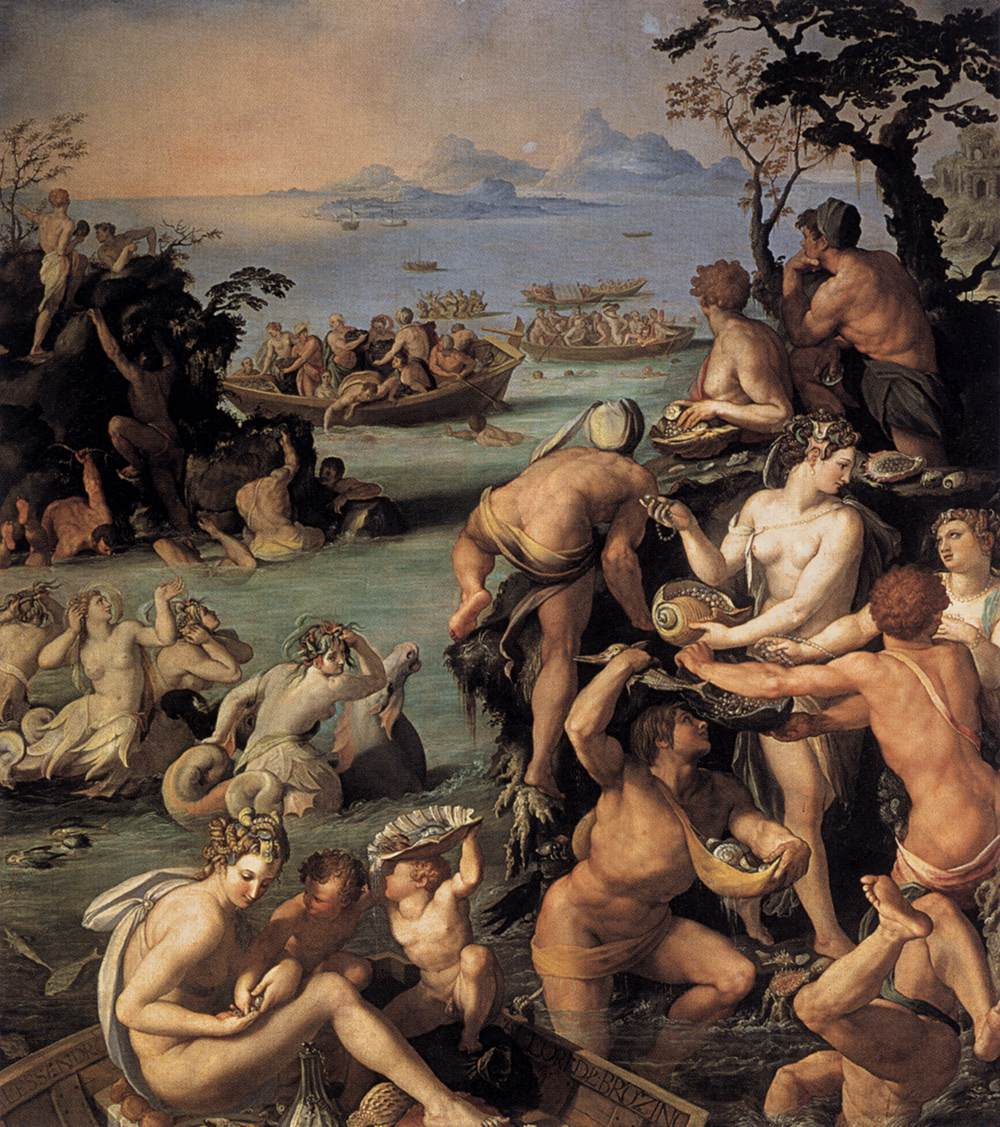
Lovci perel

Alessandro Allori (31. května 1535 Florencie – 22. září 1607 tamtéž) byl italský manýristický malíř.

## Život adílo
Allori byl žákem svého strýce Agnola Bronzina, jehož jméno (Il Bronzino) též občas používal. Jeho dalším vzorem byl Michelangelo, jehož díla studoval během svého pobytu v Římě v letech 1554 až 1559. V roce 1560 se usadil ve Florencii. Jeho akty po r. 1560 ho představují jako typického mistra manýrismu. Maloval především fresky a obrazy s náboženskými a mytologickými motivy. Byl i dohlížitelem ve florentské velkovévodské tkalcovně koberců.
Své teoretické zájmy, především o anatomii a nauce o proporcích, vložil do knihy Libro de’ragionamenti delle egole del Disegno sepsané po r. 1560. k tomu vytvořil spoustu kreseb anatomických studií, které se zabývají dekonstrukcí a rekonstrukcí lidských těl a představují základ jeho zobrazování těl.

## Galerie

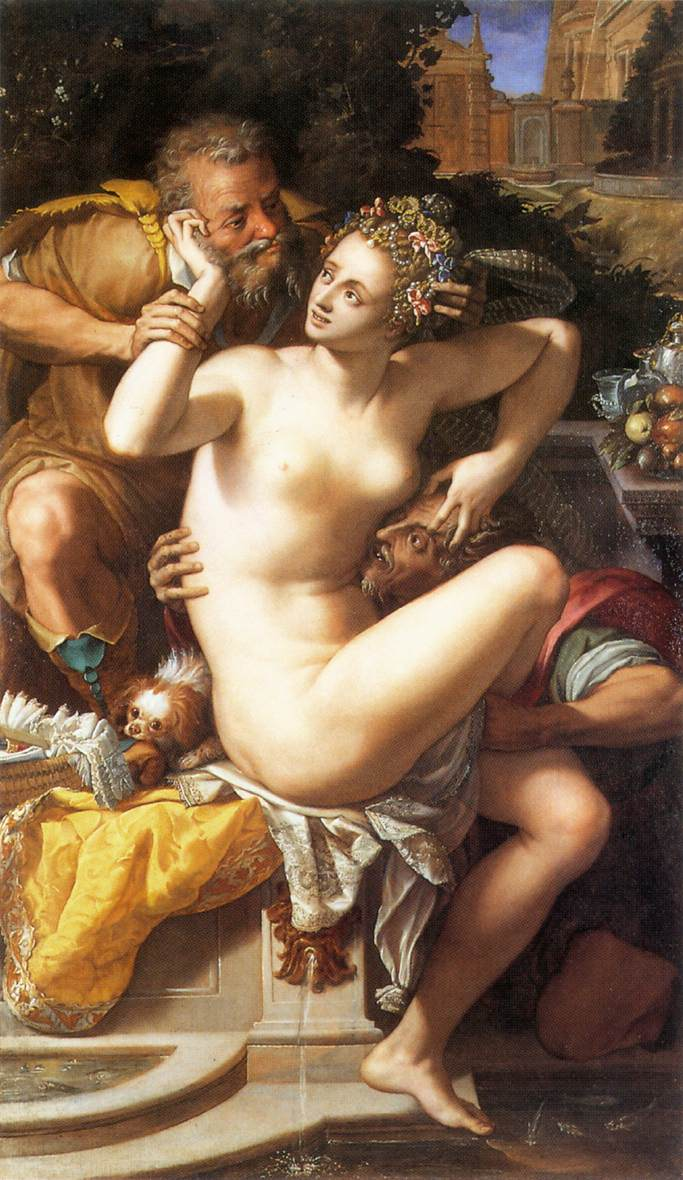
Zuzana a starci
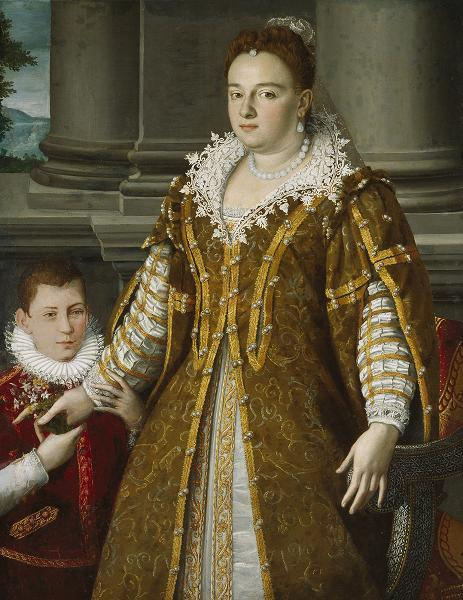
Bianca Capello de Medici
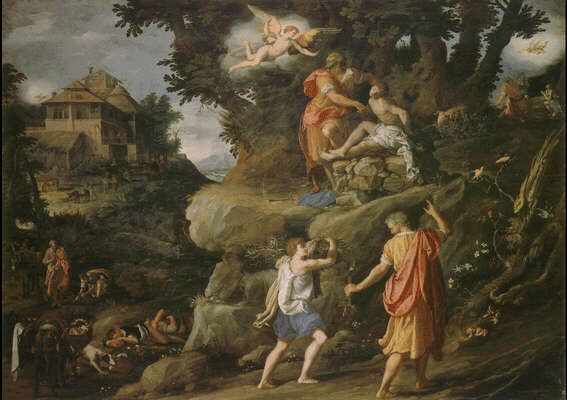
Obětování Izáka (1601)
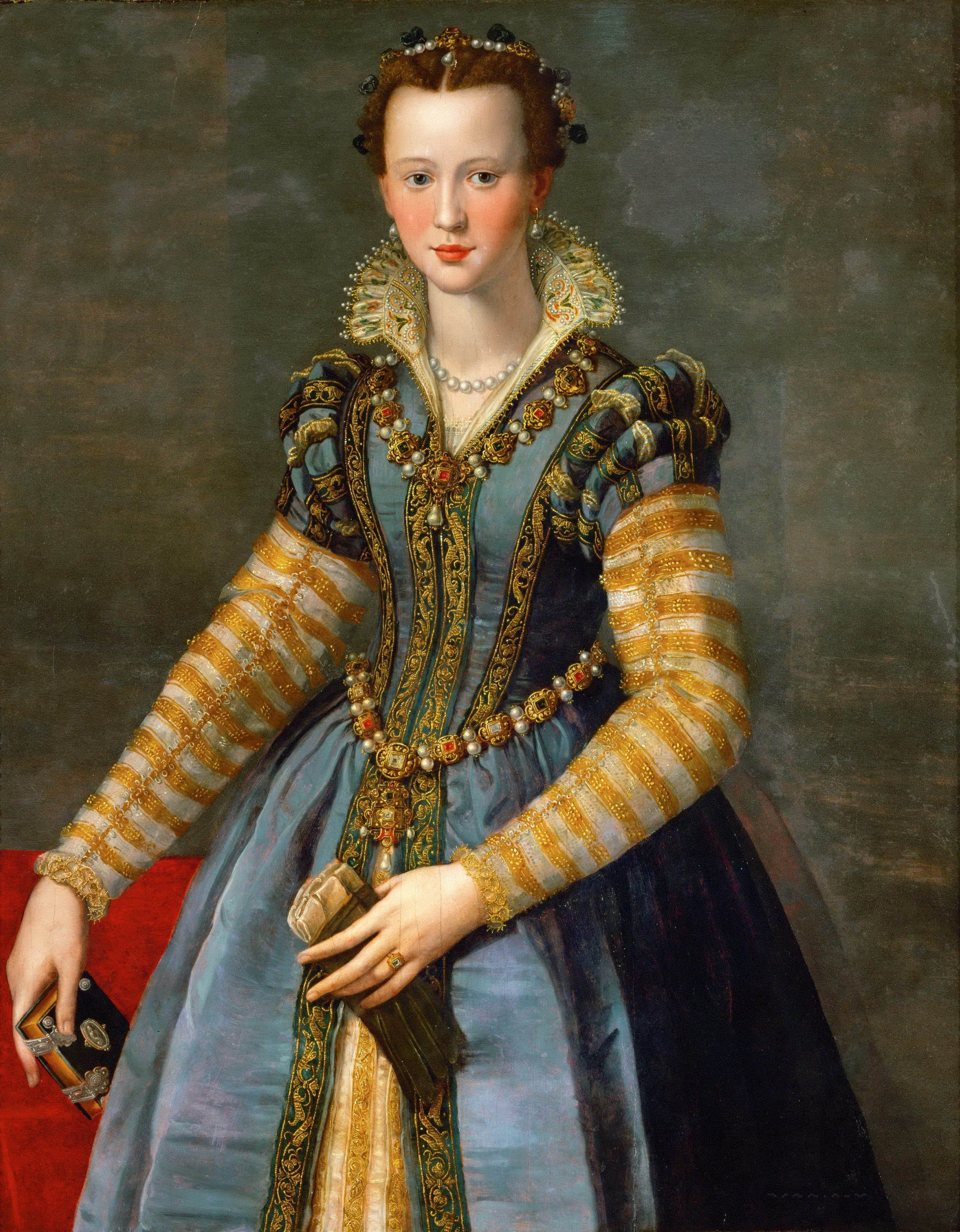
Maria de Medici (kolem 1555)
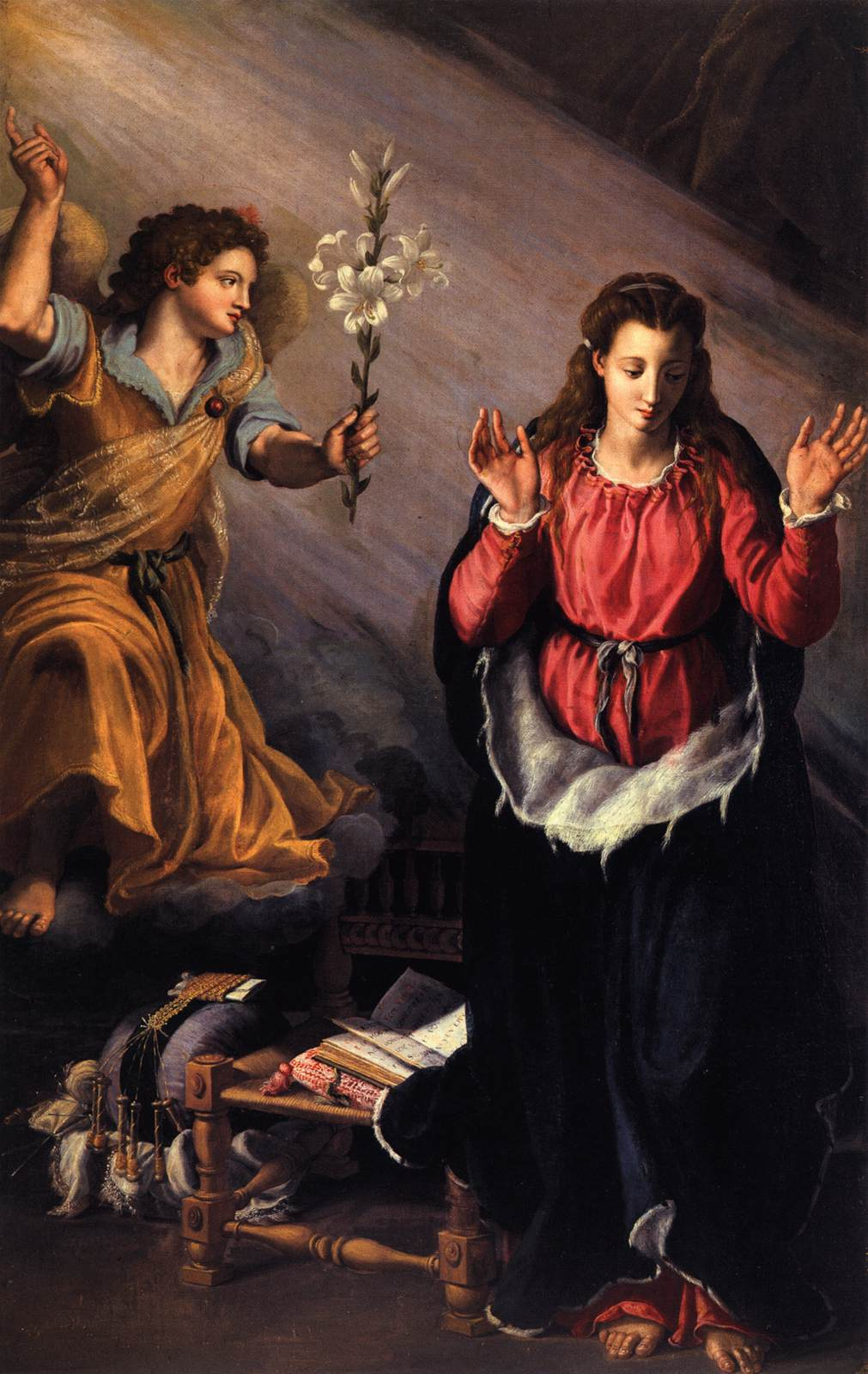
Zvěstování (1579)
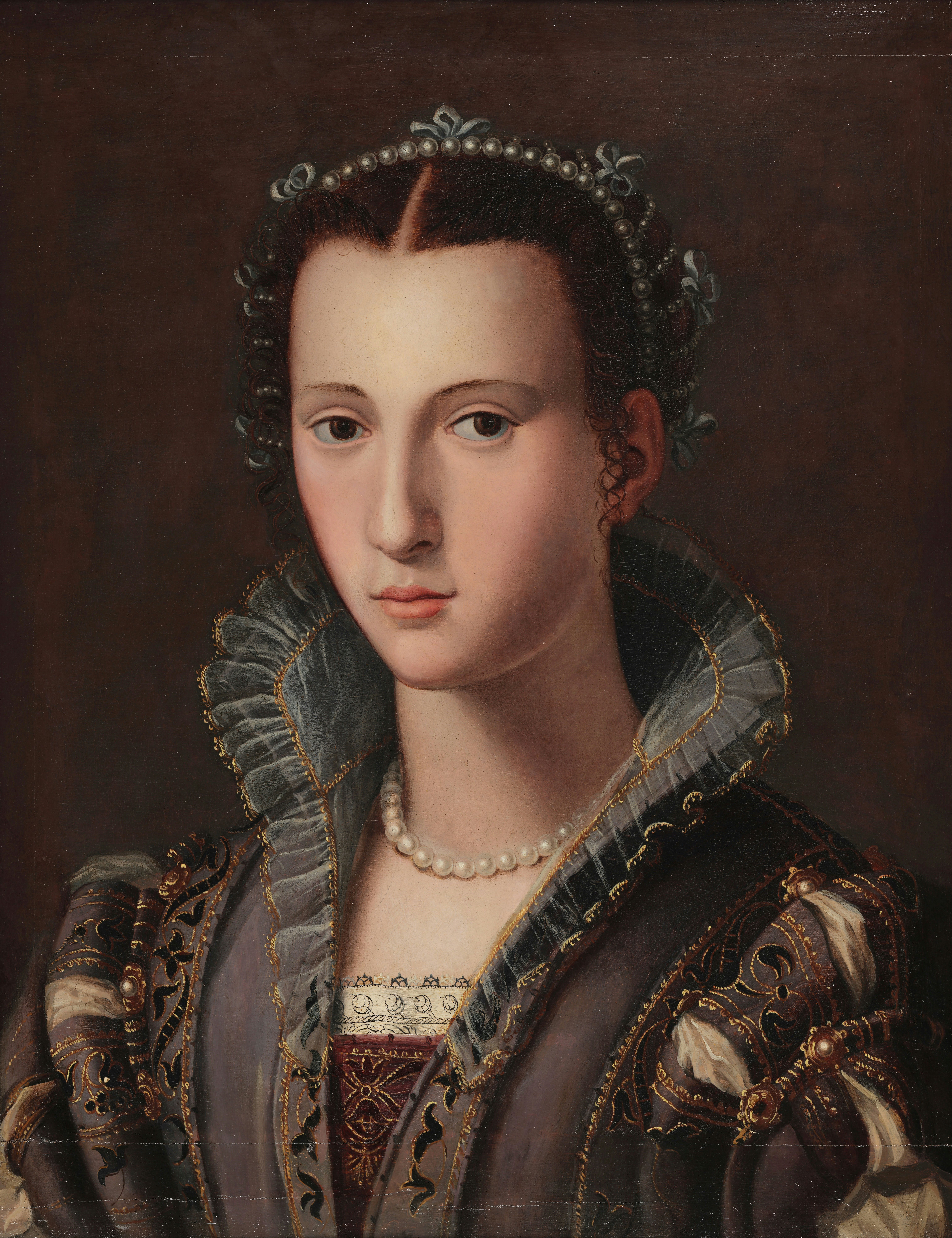
Florentská dáma
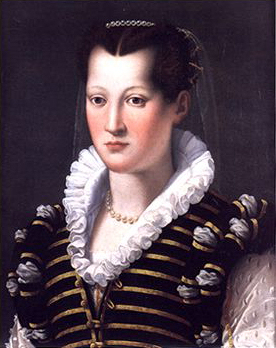
Isabele de Medici (1560-5)
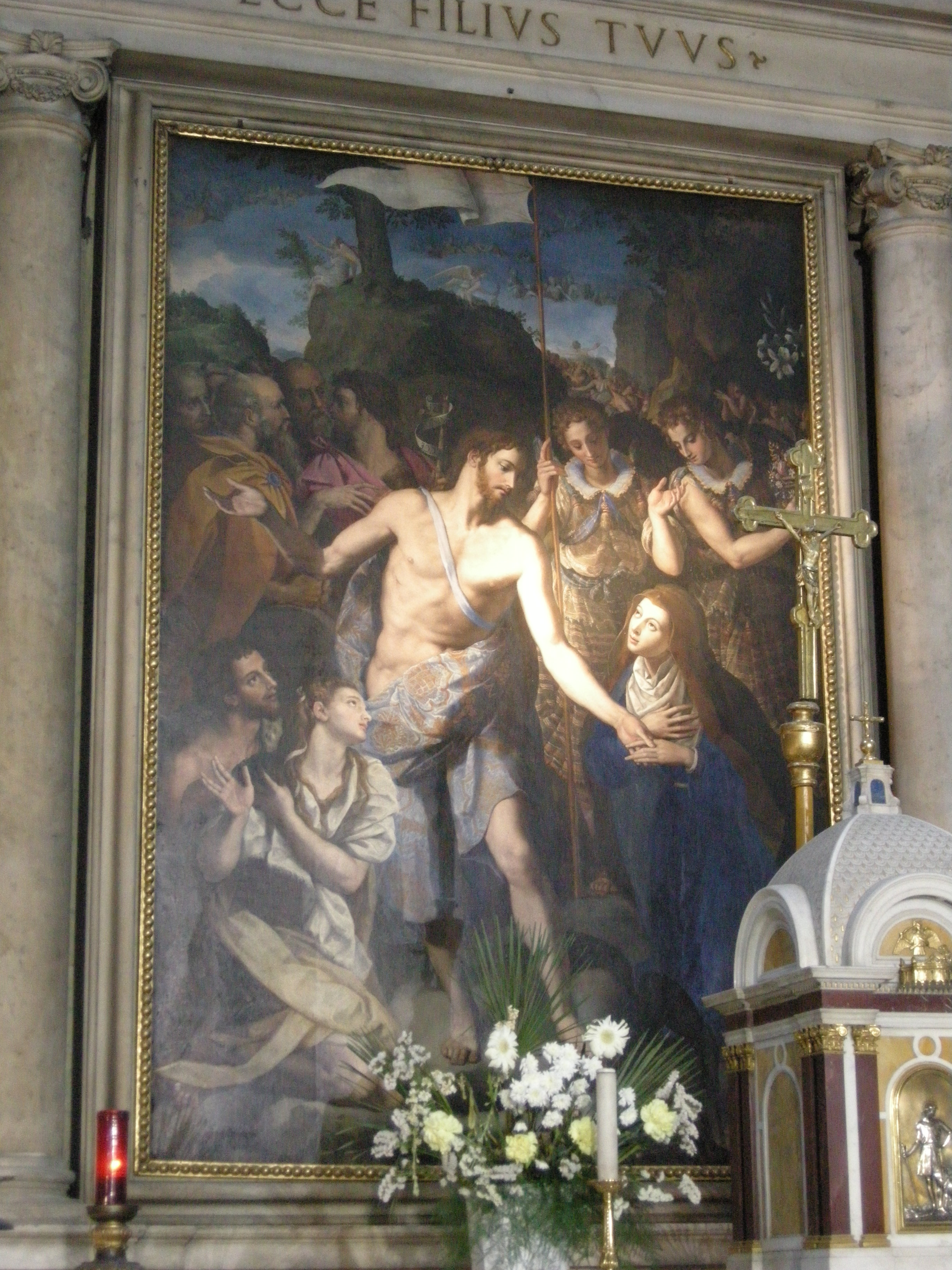
Descenso al limbo (1580)
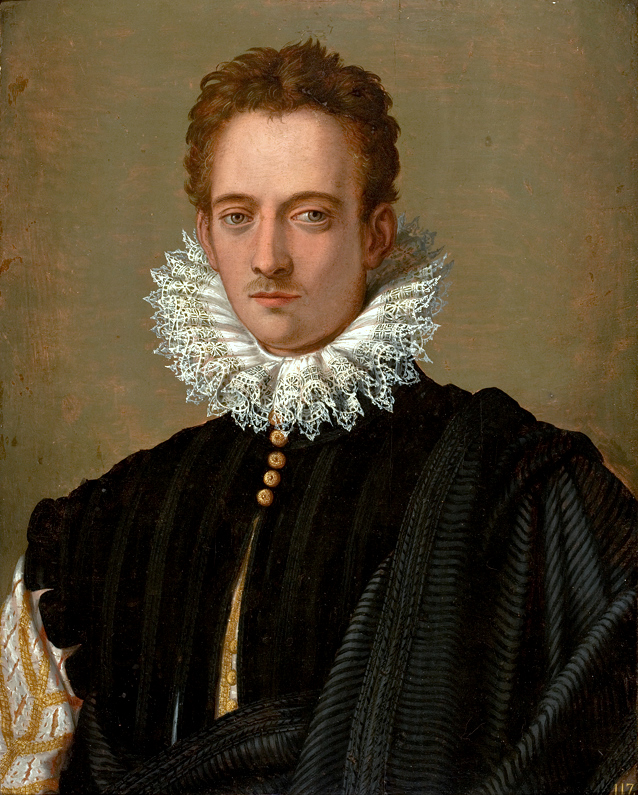
Vznešený Florenťan (?Piero de Medici?)
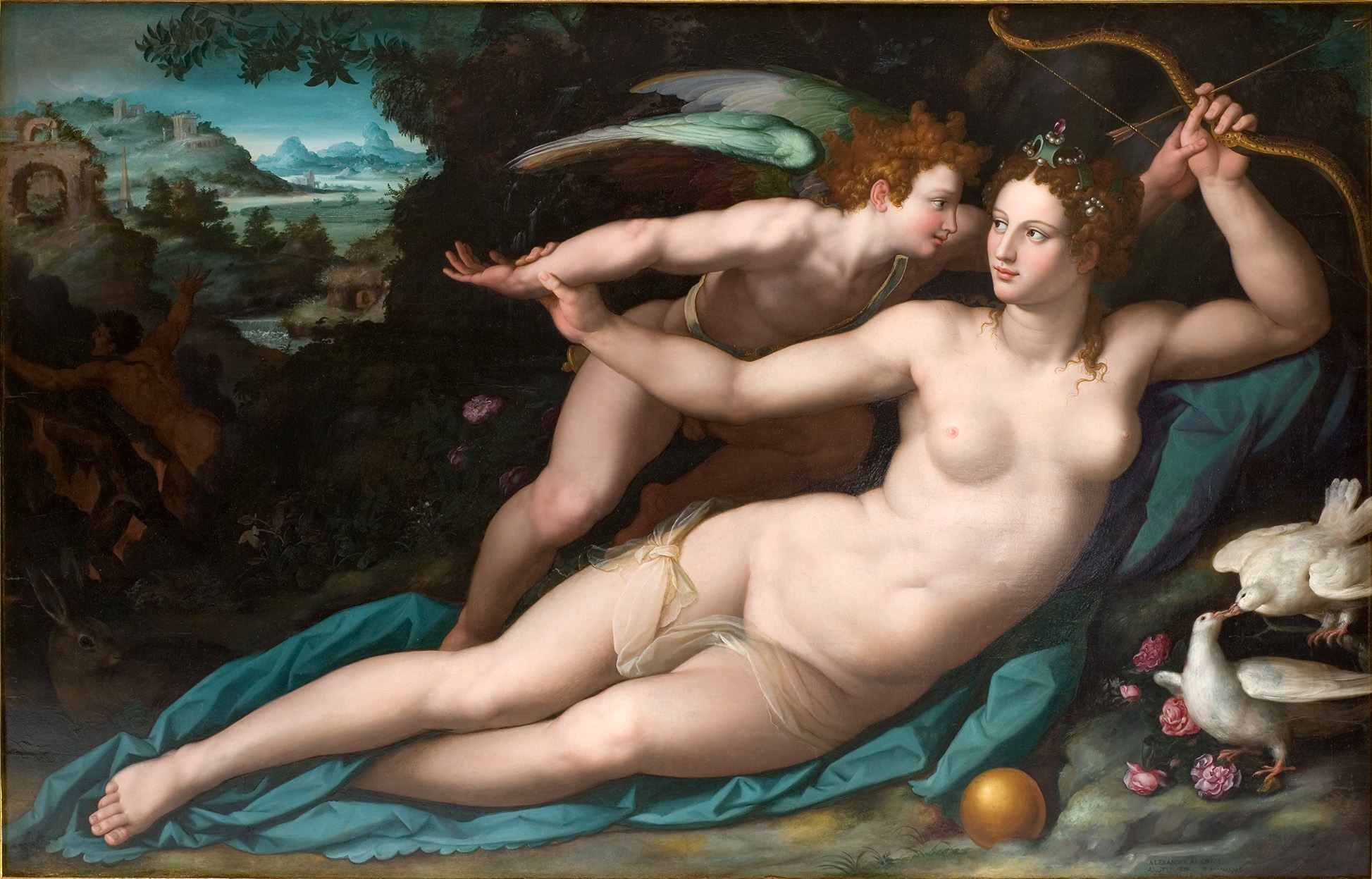
Venuše a Kupido
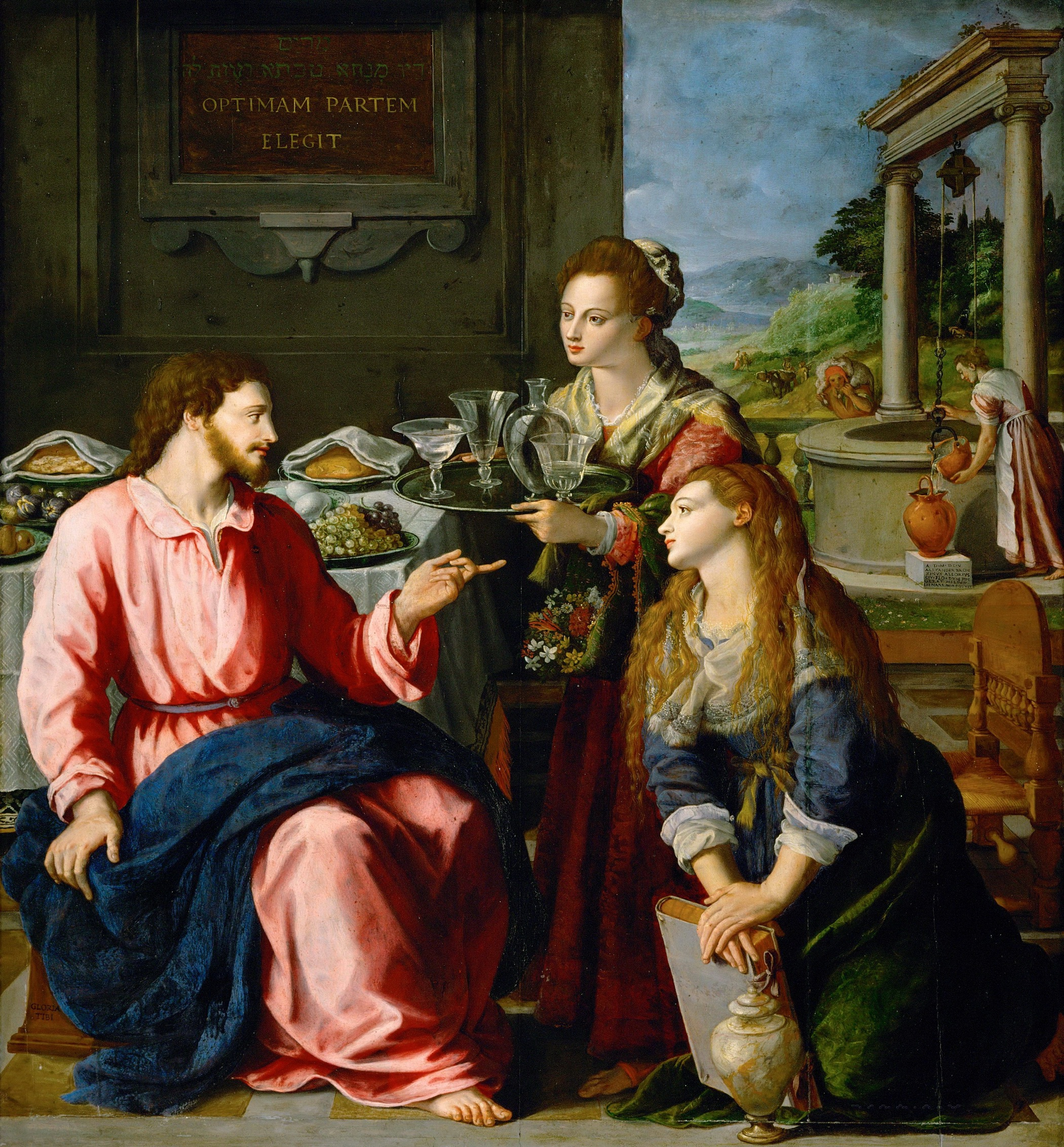
Kristus u Marie a Marty
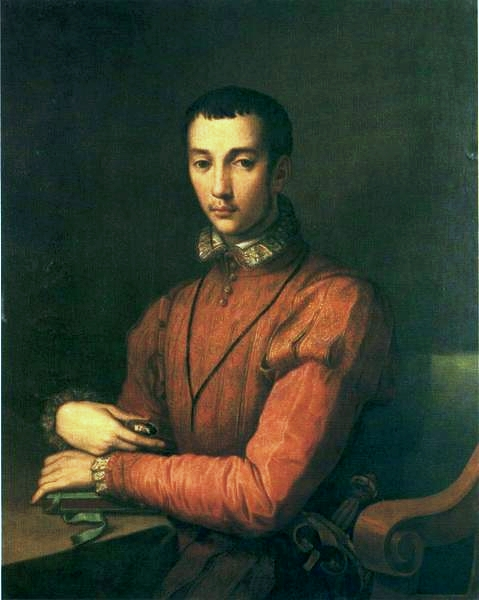
Francesco de Medici